# Вишневський Сергій Вікторович
Сергі́й Ві́кторович Вишне́вський (1984—06.03.2022) — капітан Збройних Сил України, учасник російсько-української війни, який загинув під час російського вторгнення в Україну.

## Життєпис
Народився в 1984 році. Мешкав у м. Богодухові Харківської області.
Капітан, військовослужбовець ЗС України (підрозділ — не уточнено). Брав участь у боях з агресором у ході відбиття російського вторгнення в Україну.
Згідно з повідомленням Богодухівської міської ради, військовослужбовець загинув 6 березня 2022 року внаслідок авіаудару ворожої авіації (місце — не уточнено).

## Нагороди
- орден «За мужність» III ступеня (2022, посмертно) — за особисту мужність і самовіддані дії, виявлені у захисті державного суверенітету та територіальної цілісності України, вірність військовій присязі[3].